# Litografia de nanosfera

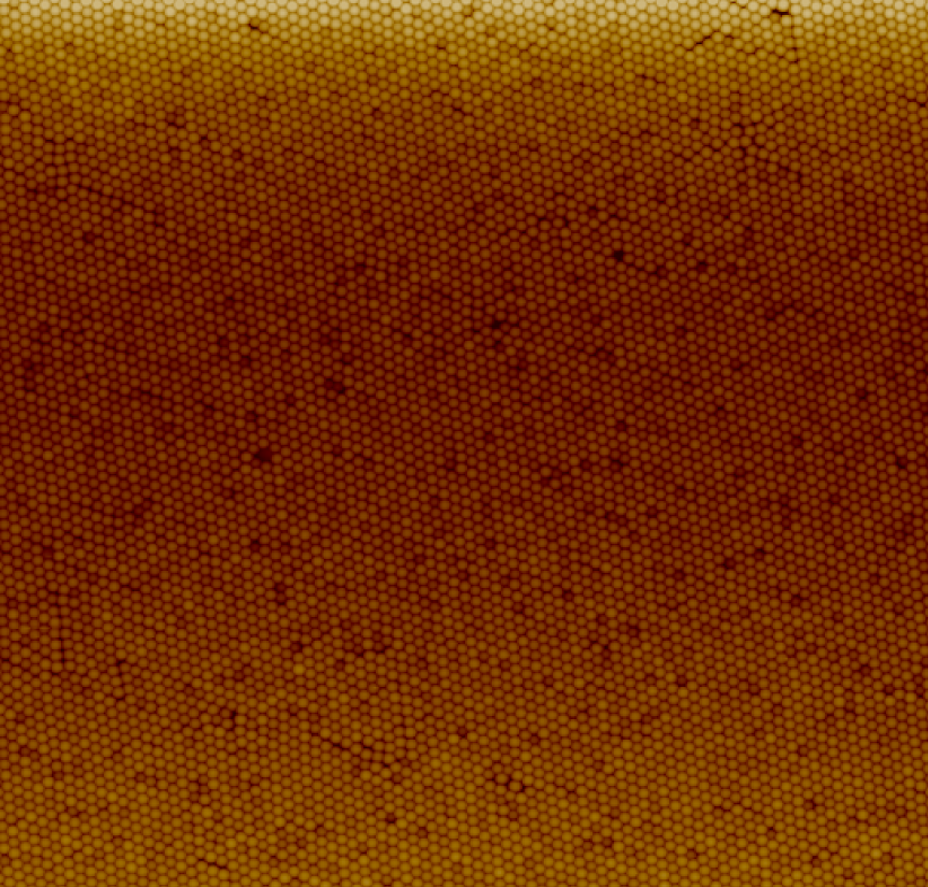
Recobriment de nanopartícules de poliestirè realitzat amb el mètode Langmuir-Blodgett

La litografia de nanosfera (NSL) és una tècnica econòmica per generar patrons similars de característiques a nanoescala o empaquetats hexagonalment d'una sola capa. En general, NSL aplica matrius ordenades planars d'esferes de làtex o sílice de mida nanomètrica com a màscares de litografia per fabricar matrius de nanopartícules. NSL utilitza monocapes d'esferes autoassemblades (normalment fetes de poliestirè, sovint disponible comercialment com a suspensió aquosa) com a màscares d'evaporació. Aquestes esferes es poden dipositar mitjançant diversos mètodes, com ara Langmuir-Blodgett, Dip Coating, Spin Coating, evaporació de dissolvents, força de muntatge i interfície aire-aigua. Aquest mètode s'ha utilitzat per fabricar matrius de diversos nanopatrons, inclosos nanopunts d'or amb espais controlats amb precisió.

## Preparació de monocapa de nanosfera
Les monocapes de nanosferes, per utilitzar-les com a màscares de litografia, es poden crear mitjançant diversos mètodes:

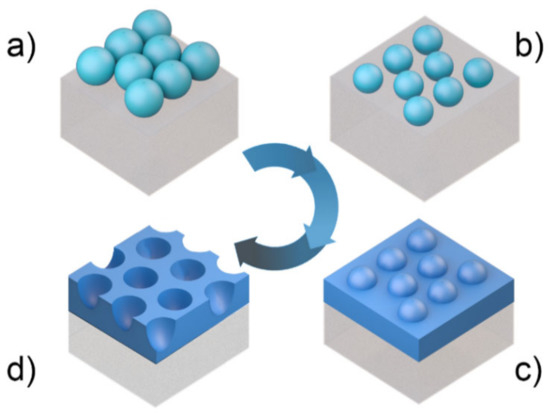
Il·lustració dels quatre passos principals d'un procés NSL, que representa la seqüència de: (a) la deposició de nano/micropartícules col·loïdals sobre una superfície, que actuaran com a màscara; (b) gravat d'ions reactius (RIE) per a la conformació de partícules, produint una matriu empaquetada no tancada; (c) infiltració de material mitjançant deposició física; (d) l'enlairament dels col·loides deixant només el material nano/micro-patró entre les partícules.

Langmuir-Blodgett és un mètode de deposició en el qual les nanopartícules es col·loquen en un beure Langmuir-Blodgett flotant sobre una solució aquosa, formant una monocapa. Amb l'ajuda de barreres i sensor de pressió superficial, les partícules es comprimeixen automàticament a la densitat d'embalatge desitjada. El recobriment es fa en aquesta densitat d'empaquetament amb l'ajuda d'un bol motoritzat mentre les barreres mantenen la densitat d'empaquetament de partícules desitjada. Els avantatges del mètode Langmuir-Blodgett inclouen un control estricte de la densitat de l'empaquetament de partícules i el gruix del recobriment (es poden crear capes mono o multicapa), així com la capacitat de cobrir grans àrees homogènies. La preparació de màscares amb el mètode Langmuir-Blodgett s'ha demostrat, per exemple, utilitzant partícules de SiO ₂ i partícules de poliestirè.
El recobriment per immersió és una versió simplificada del Langmuir-Blodgett. En el recobriment per immersió, la densitat d'embalatge de la nanosfera no es controla, però la submersió es realitza directament sobre una solució de partícules col·loïdals. El recobriment per immersió és un mètode eficaç per a aplicacions on no cal un control precís de la distribució de partícules.

## Mètode de litografia amb màscara col·loïdal
NSL és una tècnica fàcilment escalable, d'alt rendiment i de baix cost que permet una precisió nanoscòpica en una àrea arbitràriament gran. Es pot aconseguir ràpidament una màscara litogràfica mitjançant l'autoassemblatge de partícules, com s'ha descrit anteriorment, la resolució del patró depèn completament de la mida col·loïdal que es pot dipositar en matrius monocapa d'alta qualitat. Les resolucions millor aconseguides a la literatura oscil·len entre 50 nm i 200 nm, que és comparable a la dels sistemes de litografia convencional d'última generació. A més, les estructures fabricades es poden produir amb una gran precisió a gran escala, ja que el mètode no està limitat pel que fa a l'àrea de deposició, és a dir, ofereix la possibilitat d'adaptar-se a tècniques de producció en massa com roll-to-roll. . NSL també es pot utilitzar amb una àmplia gamma de materials, ja que utilitza passos de baixa temperatura (<100 °C), el que el fa ideal per al seu ús amb materials sensibles a la temperatura (per exemple, substrats flexibles basats en polímers).